# Michael A. Baker
Michael A. Baker, född 27 oktober 1953 i Memphis, Tennessee, är en amerikansk astronaut uttagen i astronautgrupp 11 den 4 juni 1985.

## Rymdfärder
- STS-43
- STS-52
- STS-68
- STS-81